# Jack Monck
Jack Monck je basový kytarista, který pracoval se Sydem Barrettem ve skupině Stars, Davidem Thomasem, Delivery, a The Pedestrians. Monck také hrál s kapelou Called Gecko (Alex Bondonno (saxofon), Ben Weedon (bicí) a Henry Senior (kytara).